# Vjačeslav Ivanov (canottiere)
Vjačeslav Nikolaevič Ivanov (in russo Вячеслав Николаевич Иванов?; Mosca, 30 luglio 1938 – Mosca, 5 agosto 2024) è stato un canottiere sovietico.

## Biografia
Collezionò tre partecipazioni ai Giochi olimpici e altrettante medaglie d'oro consecutive conquistate nel Canottaggio. Legò il suo nome ad una sua caratteristica di gara: spesso ultimo nei primi 1.000 metri, riusciva a recuperare incredibilmente nei secondi 1.000 metri e a vincere.

## Palmarès
- Oro a Melbourne 1956 (singolo)
- Oro a Roma 1960 (singolo)
- Oro a Tokyo 1964 (singolo)